# Crisiella chirpoiensis
Crisiella chirpoiensis is een mosdiertjessoort uit de familie van de Crisiidae. De wetenschappelijke naam van de soort is voor het eerst geldig gepubliceerd in 2009 door Gontar.